# MV Dunedin Star
El MV Dunedin Star fue un carguero frigorífico británico. Fue construido por Cammell Laird and Co en 1935-36 como uno de los buques de la clase Imperial Star de Blue Star Line, diseñado para transportar carne congelada desde Australia y Nueva Zelanda al Reino Unido. El buque prestó servicio en la Segunda Guerra Mundial y se distingue por su papel en la Operación Halberd para aliviar el sitio de Malta en septiembre de 1941.
El Dunedin Star se perdió a finales de noviembre de 1942 al encallar en Clan Alpine Shoal, en el Atlántico Sur, en la Costa de los Esqueletos de Namibia, entonces África del Sudoeste. Una compleja operación por mar, aire y tierra superó numerosos contratiempos y rescató a todos sus pasajeros, tripulación y artilleros. En los intentos de rescate se perdieron un avión, un remolcador y dos de sus tripulantes. La última tripulación del Dunedin Star tardó un mes en llegar a Ciudad del Cabo, y los últimos rescatadores tardaron más de dos meses en regresar.

## Construcción
Cammell Laird and Co de Birkenhead, Inglaterra, construyó el Dunedin Star, botándolo el 29 de octubre de 1935 y completándolo en febrero de 1936 El buque era propiedad de Union Cold Storage, una compañía controlada por Blue Star Line.
La clase Imperial Star eran buques a motor. El Dunedin Star tenía un par de motores diésel marinos Sulzer Bros de 9 cilindros, dos tiempos y simple efecto que desarrollaban un total de 2.516 NHP e impulsaban dos hélices. Su equipo de navegación incluía radiogoniómetros, ecosonda y girocompás.

## Historial de servicio
Tras la entrada del Reino Unido en la Segunda Guerra Mundial en septiembre de 1939, el Dunedin Star continuó su servicio de transporte de mercancías entre Gran Bretaña y Australia. Como era un buque mercante rápido, navegó sin escolta hasta noviembre de 1940.
El 10 de octubre de 1939, el buque zarpó de Liverpool rumbo a Brisbane. Hizo escala en Las Palmas de Gran Canaria, Ciudad del Cabo, Puerto Elizabeth, East London, Durban, Lourenço Marques, Sidney y Rockhampton, y llegó a Brisbane el 26 de noviembre. Pasó la Navidad de 1939 navegando hacia el oeste a través del Océano Índico y el Año Nuevo de 1940 en Ciudad del Cabo, haciendo escala en Las Palmas. El 18 de enero llegó a Londres.
El 31 de enero de 1940, el Dunedin Star zarpó de Londres rumbo a Brisbane. Hizo escala en Las Palmas y Gladstone, Queensland, y llegó a Brisbane el 10 de marzo. Seis días más tarde emprendió el viaje de regreso, con escalas en Albany, Fremantle, Ciudad del Cabo y Las Palmas, llegando a Londres el 3 de mayo.
El 2 de junio de 1940, el Dunedin Star volvió a salir de Londres rumbo a Queensland. Hizo escala en Lisboa, São Vicente, Cabo Verde, Melbourne, Sidney, Brisbane y Cairns, y llegó a Townsville, en el noreste de Queensland, el 18 de julio. El 22 de junio Francia se había rendido a Alemania, lo que retiró a la poderosa Armada francesa de la defensa de la navegación aliada, entregó todos los puertos atlánticos y bases navales de Francia a la Kriegsmarine y sus aeródromos más estratégicos a la Luftwaffe. Por lo tanto, cuando el Dunedin Star inició su viaje de regreso a casa desde Townsville el 21 de julio, hizo escala en Rockhampton y Sidney, pero luego viró hacia el este a través del Océano Pacífico hasta Panamá. Llegó a Balboa el 23 de agosto, atravesó el Canal de Panamá y recaló en Cristóbal dos días después. El buque hizo escala en Curaçao, en las Antillas Neerlandesas, antes de cruzar el Atlántico Norte y llegar a Avonmouth, en el canal de Bristol, el 10 de septiembre.
El Dunedin Star permaneció en Avonmouth durante un mes, partiendo el 10 de octubre y llegando a Liverpool dos días después. El 1 de noviembre salió de Liverpool con el convoy WS 4, que se dividió en secciones rápidas (WS 4F) y lentas (WS 4S). El Dunedin Star fue con el WS 4F a Freetown, Sierra Leona y luego continuó vía Durban a Suez, donde llegó el 22 de diciembre. parece que pasó la Navidad de 1940 y el Año Nuevo de 1941 en Suez. El 12 de enero, salió para Colombo en Ceilán, donde llegó el 22 de enero. hizo la etapa del Mar Rojo de su viaje de Suez a Adén con el Convoy SW 4B, luego se separó y cruzó el Océano Índico sin escolta.

### Operación Halberd

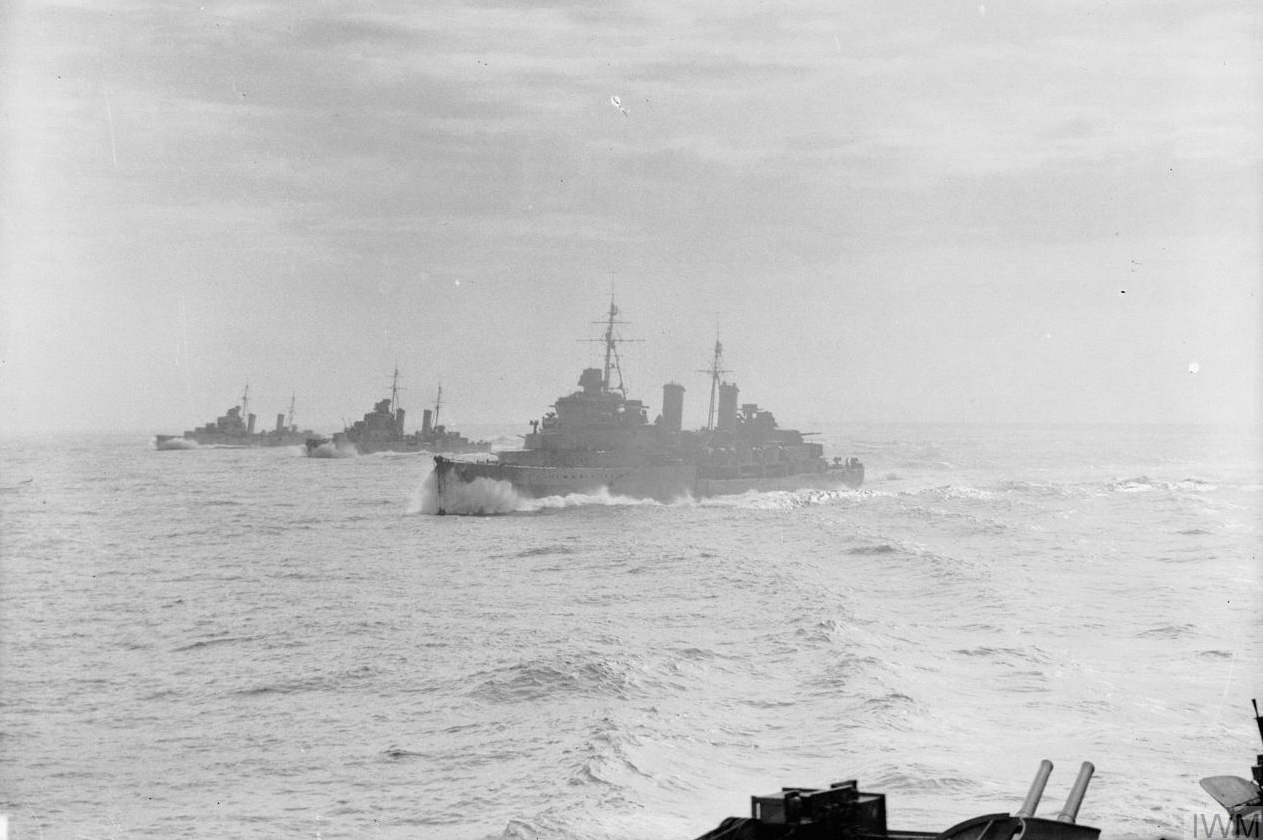
Parte de la escolta del Convoy GM 2 a Malta: los cruceros de la Marina Real británica ', ' y '

En agosto de 1941, el Dunedin Star estaba de vuelta en Gran Bretaña. El 9 de agosto partió del estuario del rio Clyde con el convoy WS 8C hacia Scapa Flow, regresando al Clyde el 17 de agosto. Entonces, con un buque gemelo Blue Star, el Imperial Star, participó en la Operación Halberd para aliviar el sitio de Malta. El 17 de septiembre partió del Clyde con el convoy WS 011D, que en alta mar se convirtió en el convoy WS 11X[7]. El convoy se dirigía a Bombay, pero los buques de la operación Halberd se separaron en el Atlántico Norte y llegaron a Gibraltar el 24 de septiembre. Allí ocho mercantes formaron el Convoy GM 2, que partió el mismo día con una fuerte escolta de la Marina Real británica (Royal Navy) hacia la Malta británica.
El 27 de septiembre de 1941, los aviones de la Regia Aeronautica italiana del Mediterráneo atacaron el convoy, pero fueron rechazados por la escolta naval y la cobertura aérea. Esa noche un avión torpedero italiano alcanzó al Imperial Star. Ningún tripulante murió y el barco no se hundió pero quedó inutilizado, por lo que fue hundido y abandonado. El resto del convoy llegó sano y salvo al Gran Puerto de La Valeta al día siguiente. El Dunedin Star permaneció en Malta durante cuatro semanas, saliendo sin escolta el 22 de octubre y haciendo escala en Gibraltar tres días después.
No se tiene constancia de los movimientos del Dunedin Star durante los cinco meses siguientes. El 22 de marzo de 1942 abandonó el rio Clyde con el convoy WS 17 con destino a Freetown y continuó vía Ciudad del Cabo hacia el Océano Índico, llegando a Bombay el 16 de mayo y saliendo de Colombo el 13 de julio con destino a Fremantle. Allí se unió al convoy ZK 12, que partió el 27 de julio hacia Sidney. El Dunedin Star se desprendió en ruta y llegó a Melbourne el 3 de agosto. De nuevo, regresó de Australia a Gran Bretaña vía Panamá, donde recaló el 17 de septiembre antes de cruzar el Atlántico Norte y llegar a Liverpool el 1 de noviembre.

## Hundimiento
El 9 de noviembre de 1942, el Dunedin Star zarpó de Liverpool rumbo a Egipto vía Saldanha Bay, Ciudad del Cabo y Colonia de Adén. Su cargamento eran municiones y suministros para el Octavo Ejército Británico en Oriente Medio, y transportaba 85 tripulantes y 21 pasajeros de pago.
El Dunedin Star zarpó de Liverpool con el convoy ON 145, que se dirigía a Nueva York. En el Atlántico Norte, el Dunedin Star se separó y se dirigió a Unión Sudafricana. Sin embargo, a las 22.30 horas del 29 de noviembre, frente a la costa de los esqueletos del África del Sudoeste, chocó contra un obstáculo submarino, que el Tribunal de Investigación sudafricano determinó que era el mal cartografiado Clan Alpine Shoal. Su operador inalámbrico envió una señal de socorro, que fue recibida en tierra en Walvis Bay.
El Dunedin Star empezó a hacer agua rápidamente y sus bombas no dieron abasto. Su capitán, RB Lee, decidió varar el barco por la seguridad de los pasajeros, la tripulación y la valiosa carga. Con mar gruesa, encalló a 500 metros de la costa, a unos 80 km al sur de la desembocadura del río Cunene, que formaba la frontera con la Angola portuguesa.
El capitán Lee temía que el fuerte oleaje pudiera romper el barco. Por ello, hizo que la tripulación bajara su lancha motora y empezara a desembarcar a la gente. La embarcación realizó dos viajes y desembarcó a un total de 63 personas, entre ellas ocho mujeres, tres bebés y varios ancianos. Entonces, el mar embravecido inutilizó la embarcación y ésta quedó varada en la playa. Se quedaron sin refugio y sólo con las raciones de agua y comida del barco para mantenerse. Otras 42 personas, incluido el capitán Lee, quedaron a bordo del barco varado.
Un remolcador de Ferrocarriles y Puertos de Sudáfrica, el Sir Charles Elliot de 328 toneladas, salió de Walvis Bay y se dirigió hacia el norte para alcanzar el pecio. El dragaminas de 197 toneladas HMSAS Nerine, un buque civil reconvertido, salió de Walvis Bay a las 14:00 del 30 de noviembre, cargado con suministros de emergencia empaquetados en flotadores Carley para llevar a tierra a los supervivientes en la playa. El carguero noruego Temeraire, de 6.465 toneladas, y el vapor de carga Manchester Division, de 6.048 toneladas, también se desviaron para ayudar. Mientras tanto, desde Windhoek partió un convoy de rescate por tierra, dirigido por el capitán JWB Smith, de la policía sudafricana, para alcanzar a los supervivientes que estaban en tierra.
Los buques llegaron al Dunedin Star el 1 o el 2 de diciembre. El Nerine lanzó algunos de sus flotadores Carley cargados de suministros para alcanzar al grupo de la costa, pero la fuerte corriente se los llevó. Se acercó a la costa, lanzó los flotadores que le quedaban y regresó a Walvis Bay. El Temeraire botó su lancha motora y sacó a 10 hombres del Dunedin Star, pero la embarcación hizo mucha agua, lo que paró su motor. Los barqueros noruegos remaron entonces durante hora y media hasta el Manchester Division, que subió a bordo a los 10 supervivientes. Los noruegos estaban ya tan agotados que el Temeraire tuvo que llevarlos a ellos y a su bote de vuelta a bordo. Al día siguiente llegó el Sir Charles Elliot. El Temeraire bajó de nuevo su lancha, que en cuatro viajes rescató a los 32 hombres restantes del Dunedin Star y los trasladó a todos al Sir Charles Elliot. En medio de la mar gruesa, el remolcador se esforzó por ponerse al lado del Manchester Division para trasladar a todos los hombres rescatados excepto al capitán Lee y a su jefe y segundo maquinistas, que fueron llevados a bordo del Nerine.

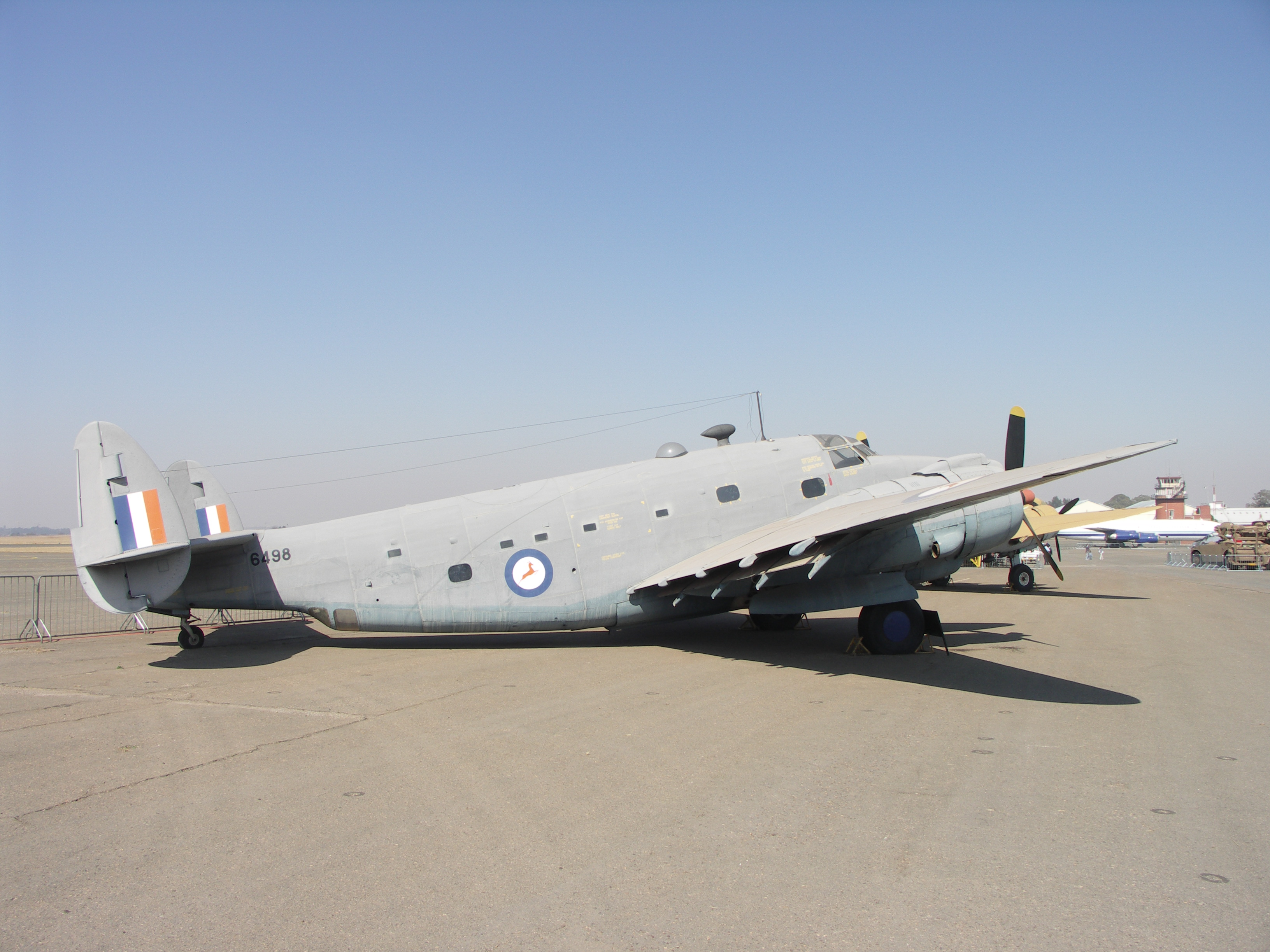
Un avión Lockheed Ventura de la Fuerza Aérea Sudafricana

El 3 de diciembre, el Sir Charles Elliot partió para regresar a Walvis Bay, pero hacia las 06h00 de la mañana siguiente encalló justo al norte de Rocky Point. La mayor parte de su tripulación consiguió nadar hasta la orilla a través de la fuerte corriente, pero el primer oficial Angus McIntyre y el marinero Mathias Korabseb no sobrevivieron.
A las 14:00 del 3 de diciembre, un avión Lockheed Ventura de patrulla costera de la Fuerza Aérea Sudafricana fue enviado desde Ciudad del Cabo para dejar suministros en la playa para los supervivientes. Hacia las 16.20 horas, el piloto, el capitán Immins Naude, encontró la playa. Su tripulación dejó caer las provisiones, pero la mayoría se destruyeron con el impacto. Naude aterrizó en un terreno llano cercano con la intención de rescatar a algunos de los supervivientes que quedaban en la playa. Desgraciadamente, el terreno era una salina oculta por la arena del desierto. Al día siguiente se descubrió que el tren de aterrizaje del Ventura se había hundido por la costra de sal, dañando el avión y dejándolo atascado en la arena.
Otros tres Ventura de la Fuerza Aérea Sudafricana (SAAF) volaron en misiones de suministro para dejar caer agua, comida y otros suministros de emergencia. A menudo realizaban varios vuelos al día a los supervivientes de la playa. A veces también lanzaban suministros al convoy terrestre del capitán Smith en el camino de Windhoek a la playa. El 8 de diciembre, el convoy terrestre del capitán Smith alcanzó Rocky Point y a los supervivientes del Sir Charles Elliot y los llevó a una pista de aterrizaje improvisada. Allí, el teniente coronel PS Joubert desembarcó en un Ventura y recogió a la tripulación superviviente del remolcador.
En Walvis Bay, el Nerine repostó y cargó nuevos suministros, y el 7 de diciembre puso rumbo de nuevo al norte. Llegó al Dunedin Star dos días después y botó su bote salvavidas, que intentó sin éxito lanzar un cabo a tierra mediante un cohete. En su lugar, el operador de radio del Nerine, Denis Scully, nadó hasta la orilla con una cuerda atada a la cintura. Ese día 14 tripulantes, dos mujeres y dos niños fueron sacados de la playa y trasladados al Nerine. El 10 de diciembre, otros ocho supervivientes de la playa fueron trasladados al dragaminas.
El convoy del capitán Smith llegó entonces a la playa y rescató a los supervivientes que no habían sido trasladados en bote salvavidas al Nerine. Los 11 camiones de Smith regresaron a Windhoek el 23 de diciembre, donde permanecieron los supervivientes antes de continuar por tierra en tren. Llegaron a Ciudad del Cabo el 28 de diciembre.
El 17 de enero de 1943, el capitán Naude partió de Windhoek al frente de un convoy terrestre para recuperar el avión Ventura. Tras reparaciones in situ y un esfuerzo de excavación de cuatro días, finalmente consiguió que el avión despegara el 29 de enero. Sin embargo, tras sólo 43 minutos de vuelo, el avión tuvo problemas con el motor y se estrelló en el mar a unos 200 metros de la costa, cerca de Rocky Point. Naude y sus dos compañeros sobrevivieron al accidente y lograron nadar hasta la orilla. El convoy terrestre los rescató el 1 de febrero.
Todos los pasajeros, la tripulación y los artilleros del DEMS del Dunedin Star sobrevivieron, gracias al valor y los recursos de muchos rescatadores por mar, aire y tierra. Pero fue a un alto coste: se perdió un avión Ventura, el remolcador Sir Charles Elliot y dos tripulantes del remolcador.
El Tribunal de Investigación declaró al capitán Lee culpable de la pérdida de su barco. La compañía Blue Star Line lo despidió y se convirtió en un tabernero en Inglaterra. En 1943 o 1944, Blue Star volvió a contratarle como capitán de uno de los buques mercantes para uno de los desembarcos aliados en Europa. Después de este contrato, Blue Star no le ofreció otro barco. Más tarde emigró a la India, donde murió poco después de su llegada.
Seis miembros de la tripulación del Dunedin Star, incluido un ayudante de maquinista, pasaron a prestar servicio en el Melbourne Star, y murieron cuando éste se hundió en el Atlántico Norte el 2 de abril de 1943 por un torpedo del submarino alemán U-129. El electricista jefe del Dunedin Star pasó a servir en el buque de desembarco Empire Javelin, y murió cuando se hundió en el Canal de la Mancha el 28 de diciembre de 1944, sin que esté claro si fue atacado por un submarino alemán chocó contra una mina marina.
Parte de la carga del Dunedin Star fue rescatada en 1951. Algunos restos del pecio son visibles a día de hoy en la playa, entre ellos una sección de cubierta de la proa o de la popa.

## Barco sucesor

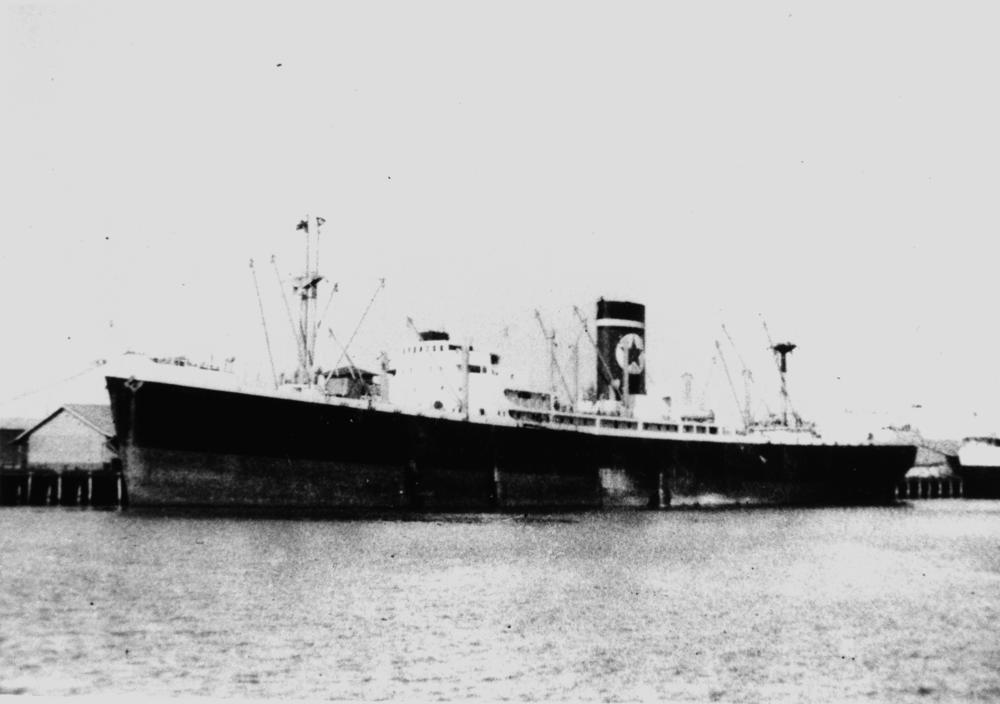
El segundo Dunedin Star, construido en Glasgow en 1950.

Después de la guerra, Blue Star Line compró un carguero que estaba siendo construido por Alexander Stephen and Sons en Linthouse, en el río Clyde. Había sido construido para Lancashire Shipping Ltd como Bolton Castle para el comercio con China. Sin embargo, en 1949, la revolución comunista china redujo este comercio, por lo que Lancashire Shipping lo vendió a Blue Star.
El nuevo buque fue botado el 18 de abril de 1950 como segundo Dunedin Star y terminado en septiembre. Era un buque de vapor de turbina y, con 7.322 toneladas, era considerablemente más pequeño que su predecesor. Inusualmente para un buque Blue Star, sólo algunas de sus bodegas estaban refrigeradas. A pesar de ello, pasó 25 años en servicio con el grupo Blue Star.
En 1968, el buque fue transferido a la filial de Blue Star Lamport and Holt, que lo rebautizó Roland 2. Pasó la mayor parte de los siete años siguientes en el buque. Pasó la mayor parte de los siete años siguientes en una ruta regular entre Río de la Plata (Brasil) y el Reino Unido. En 1975 fue vendido a Pallas Maritime de Chipre, que lo rebautizó Jessica. Tras otros dos cambios de propietario, fue desguazado en 1978 en el astillero de desguace de Gadani (Pakistán).